# Miroslav Đukić
Miroslav Đukić (normalmente escrito como Miroslav Djukić) (Šabac, R. F. S. Yugoslavia, 19 de febrero de 1966) es un exfutbolista y entrenador.

## Trayectoria

### Como jugador
Inició su carrera en el club de su ciudad natal, el FK Mačva Šabac, donde permaneció hasta fichar por el F. K. Rad en 1989. En mayo de 1991 fichó por el R. C. Deportivo de La Coruña y consiguió un ascenso a Primera División al término de la temporada 1990-91. Falló un penalti en el último minuto de la última jornada de la campaña 1993-94, que habría permitido al club gallego conquistar su primera Liga. En la siguiente temporada ganó la Copa del Rey y jugó como titular la final contra el Valencia C. F. Posteriormente, también fue campeón de la Supercopa de España. Fichó por el Valencia en 1997 y permaneció en el club durante seis temporadas en las que ganó de nuevo la Copa del Rey y la Supercopa de España, en 1999, además de una Liga en la campaña 2001-02. Terminó su carrera en la campaña 2003-04 en las filas del C. D. Tenerife.

### Como entrenador
Selección sub-21 de Serbia
Debutó como entrenador al frente de la selección sub-21 de Serbia, con la que se proclamó subcampeón de Europa. Al final del torneo decidió no continuar.
Partizan de Belgrado
En enero de 2007, asumió la dirección técnica del Partizán de Belgrado de la Primera División de Serbia, llevando al equipo de estar en mitad de la tabla a alcanzar el subcampeonato. En diciembre de 2007, decidió no renovar su contrato y se desviculó del equipo serbio al final de la temporada.
Selección de Serbia
Poco después, fue designado seleccionador nacional de Serbia, en sustitución de Javier Clemente. Nueve meses después, le reemplazó en el cargo Radomir Antić, tras la mala actuación del equipo en los Juegos Olímpicos de Pekín 2008.
RE Mouscron
En verano de 2009, Djukic llega a un acuerdo para entrenar al RE Mouscron de Bélgica. Sin embargo, dejó el banquillo a finales de ese mismo año debido a los graves problemas económicos que sufría la entidad.
Hércules CF
Se hizo cargo del Hércules Club de Fútbol los nueve últimos partidos de la temporada 2010-2011, en sustitución del cesado Esteban Vigo. Debutó en Primera División como entrenador del Hércules CF el 3 de abril en Anoeta contra la Real Sociedad, ganando 1-3. A pesar de mejorar los resultados de su predecesor (logró una media de un punto por partido por los 0,93 de este), no pudo evitar el descenso del equipo alicantino a la Segunda División y abandonó el mismo al final de la temporada, siendo relevado por Juan Carlos Mandiá.
Real Valladolid
El 6 de julio de 2011, fue presentado como entrenador del Real Valladolid, entonces en la Segunda División de España, con un proyecto a 3 años y el objetivo de ascender a Primera División. El equipo pucelano volvió a la máxima categoría al primer intento, tras quedar 3.º en la temporada 2011-12 y superar en el play-off a Córdoba CF y AD Alcorcón.
Una vez en la máxima categoría, el Valladolid no pasó apuros para asegurar la permanencia a falta de 3 jornadas para el final de la Liga 2012-13, estando toda la temporada fuera de los puestos de descenso. El 30 de mayo anunció que abandonaba el club castellano al término de la temporada, a pesar del éxito y de restarle una campaña más de contrato.
Valencia CF
El 5 de junio de 2013, se anuncia oficialmente su contratación y es presentado como nuevo preparador del Valencia CF para las dos próximas temporadas. Su debut como entrenador en el banquillo valencianista fue el 17 de agosto de 2013 frente al Málaga, ganando 1-0. Fue destituido el 16 de diciembre de 2013, tras una derrota por 3-0 ante el Atlético de Madrid en la 16.ª jornada de Liga, dejando al equipo che en 9.º lugar con 20 puntos. Mejor rendimiento mostró en la Europa League, donde había clasificado al equipo para los dieciseisavos de final, y tenía pendiente un partido de vuelta de la misma ronda de la Copa del Rey.
Córdoba CF
El 20 de octubre de 2014, se convierte en el nuevo entrenador del Córdoba CF. Tras 3 empates contra Real Sociedad, Deportivo de la Coruña y Elche, y dos derrotas frente a Atlético de Madrid y Villarreal, consiguió la primera victoria del Córdoba en Primera División, con un 1-0 frente al Athletic de Bilbao. Perdió contra el  Barcelona en el Camp Nou por 5-0, pero otras dos victorias consecutivas (2-0 frente al Granada y 0-1 frente al Rayo Vallecano) sacaron al conjunto blanquiverde del descenso al término de la primera vuelta. Sin embargo, 8 derrotas consecutivas en la segunda vuelta volvieron a arrastrar al equipo andaluz a los puestos de descenso, lo que fue el detonante para su despido el 16 de marzo de 2015, dejando al Córdoba CF como colista con 18 puntos en 27 partidos.
Al Shabab Al Arabi Club
El 23 de enero de 2017, ficha por el Al Shabab Al Arabi Club. Sin embargo, se desvinculó de la entidad tras solamente 5 partidos oficiales.
Partizán de Belgrado
En junio de 2017 ficha por el Partizán de Belgrado, siendo destituido en agosto de 2018.
Real Sporting de Gijón
El 22 de diciembre de 2019 se confirmó su contratación por el Real Sporting de Gijón en reemplazo de José Alberto López. Dirigió al equipo asturiano hasta final de temporada, dejándolo en 13.ª posición.

## Selección nacional
Fue internacional con Yugoslavia y, posteriormente, con la R. F. Yugoslavia en un total cuarenta y siete ocasiones. Debutó el 27 de febrero de 1991 en un partido disputado contra Turquía. Participó en el Mundial 1998 y la Eurocopa 2000.

### Participaciones en Copas del Mundo
| Mundial                        | Sede    | Resultado        | Partidos | Goles |
| ------------------------------ | ------- | ---------------- | -------- | ----- |
| Copa Mundial de Fútbol de 1998 | Francia | Octavos de final | 0        | 0     |

### Participaciones en Eurocopas
| Eurocopa      | Sede                   | Resultado        | Partidos | Goles |
| ------------- | ---------------------- | ---------------- | -------- | ----- |
| Eurocopa 2000 | Bélgica y Países Bajos | Cuartos de final | 4        | 0     |

### Goles internacionales
| \| N.° \| Fecha \| Lugar \| Rival \| Gol \| Resultado \| Resultado \| Competición \| \| --- \| --------------------- \| ----------------------------------------- \| ----------- \| --- \| --------- \| --------- \| -------------------------- \| \| 1. \| 29 de octubre de 1997 \| Albert Flórián Stadion, Budapest, Hungría \| Hungría \| 0–2 \| 1–7 \| Victoria \| Clasificación Mundial 1998 \| \| 2. \| 15 de agosto de 2001 \| Estadio Estrella Roja, Belgrado, Serbia \| Islas Feroe \| 2–0 \| 2-0 \| Victoria \| Clasificación Mundial 2002 \| |                       |                                           |             |     |           |           |                            |
| N.° | Fecha                 | Lugar                                     | Rival       | Gol | Resultado | Resultado | Competición                |
| 1. | 29 de octubre de 1997 | Albert Flórián Stadion, Budapest, Hungría | Hungría     | 0–2 | 1–7       | Victoria  | Clasificación Mundial 1998 |
| 2. | 15 de agosto de 2001  | Estadio Estrella Roja, Belgrado, Serbia   | Islas Feroe | 2–0 | 2-0       | Victoria  | Clasificación Mundial 2002 |

## Clubes

### Como jugador
| Club                         | País          | Año           | PJ  | G  |
| ---------------------------- | ------------- | ------------- | --- | -- |
| FK Mačva Šabac               | Yugoslavia    | 1986-1989     |     |    |
| F. K. Rad                    | Yugoslavia    | 1989-1991     |     |    |
| R. C. Deportivo de La Coruña | España        | 1991-1997     | 271 | 12 |
| Valencia C. F.               | España        | 1997-2003     | 213 | 6  |
| C. D. Tenerife               | España        | 2003-2004     | 28  | 0  |
| Total carrera                | Total carrera | Total carrera | 512 | 18 |

### Como entrenador
- Datos actualizados al 26 de febrero de 2023.

| Club                       | País                   | Año       | P   | PG  | PE | PP | Puntos % |
| -------------------------- | ---------------------- | --------- | --- | --- | -- | -- | -------- |
| Selección Serbia sub-21    | Serbia                 | 2006-2007 | 10  | 7   | 0  | 3  | 70       |
| Partizán de Belgrado       | Serbia                 | 2007      | 35  | 24  | 5  | 6  | 73.33    |
| Selección Serbia           | Serbia                 | 2008      | 5   | 0   | 2  | 3  | 13.33    |
| R. E. Mouscron             | Bélgica                | 2009      |     |     |    |    |          |
| Hércules de Alicante C. F. | España                 | 2011      | 9   | 2   | 3  | 4  | 33.33    |
| Real Valladolid C. F.      | España                 | 2011-2013 | 88  | 38  | 25 | 25 | 52.65    |
| Valencia C. F.             | España                 | 2013      | 23  | 10  | 4  | 9  | 49.28    |
| Córdoba C. F.              | España                 | 2014-2015 | 21  | 3   | 6  | 12 | 23.81    |
| Al-Shabab Al Arabi Club    | Emiratos Árabes Unidos | 2017      | 11  | 2   | 3  | 6  | 27.27    |
| Partizán de Belgrado       | Serbia                 | 2017-2018 | 63  | 36  | 15 | 12 | 65.08    |
| Sporting de Gijón          | España                 | 2019-2020 | 21  | 8   | 5  | 8  | 46.04    |
| Riviera C.F.               | España                 | 2022-2023 | 35  | 22  | 5  | 8  | 67.62    |
| Total                      | Total                  | Total     | 286 | 130 | 68 | 88 | 53.38    |

## Palmarés

### Campeonatos nacionales
| Título              | Club                         | País   | Año     |
| ------------------- | ---------------------------- | ------ | ------- |
| Copa del Rey        | R. C. Deportivo de La Coruña | España | 1994-95 |
| Supercopa de España | R. C. Deportivo de La Coruña | España | 1995    |
| Copa del Rey        | Valencia C. F.               | España | 1998-99 |
| Supercopa de España | Valencia C. F.               | España | 1999    |
| Liga española       | Valencia C. F.               | España | 2001-02 |

### Copas internacionales
| Título         | Club           | País                                      | Año  |
| -------------- | -------------- | ----------------------------------------- | ---- |
| Copa Intertoto | Valencia C. F. | Salzburgo ( Austria) · Valencia ( España) | 1998 |